# Dachlissen
Dachlissen (schweizerdeutsch Tachlisse) ist ein Weiler in der südöstlich gelegenen politischen Gemeinde Mettmenstetten im Bezirk Affoltern des Kantons Zürich in der Schweiz. Dachlissen hiess früher offiziell Dachelsen, liegt an der Hauptstrasse zwischen Mettmenstetten und Obfelden und wird vom Lindenbach durchflossen. Die Hauptstrasse musste wegen des Baus der A4 verlegt werden. Östlich von Dachlissen führt die Bahnstrecke Zürich–Zug vorbei. Erstmals erwähnt wurde der Ort kurz vor 1200 als Tachilshovin bzw. Tachelshoven (wohl von althochdeutsch ze Tachilines hovun, «bei den Höfen des Tachili», oder ze Tachiles hovun, «bei den Höfen des Tachil»). Im 12. und 13. Jahrhundert verfügte das von der Fürstabtei Murbach abhängige Kloster Luzern in Dachlissen über Grundbesitz. Die Berner Burgerfamilie Dachselhofer stammt von einem Zürcher Ratsgeschlecht ab, dessen Name auf Dachlissen zurückgeht.